# 中國地方

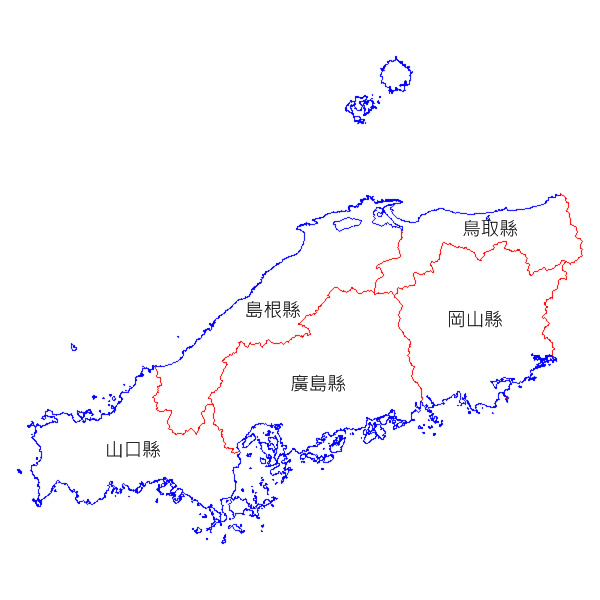
中國地方行政區域圖

中國地方（日语：／ Chūgoku chihō */?），又稱為中國地區或山陰山陽地方（／ San-in san-yō chihō），是日本本州島最西部地區的合稱，約等同於古代令制國的山陽道與山陰道，包含現今的鳥取縣、島根縣、岡山縣、廣島縣、山口縣等5個縣。總面積31,921.87平方公里，人口約729萬人。

## 概要
「中国」這個詞語，是由日本平安時代的延喜式所选取採用的。當時日本仿照中國唐朝方法，將日本全國分為五畿七道共六十八国，除了按人口多少分為「大国」、「上国」、「中国」和「下国」四等級外，并以当时的首都京都为中心，依照驛站和京畿的遠近，分類為「近国」、「中国」和「遠国」。這種分類，於康保四年（西元967年）正式實行，在大約從10世紀開始普遍使用。當時除了畿內五国，其他七道內諸国也有分近国、中国和遠国，特別將「中国地方」指為山陽山陰兩道。
將山陽道和山陰道等地方合稱為「中国」，最早有文獻記載的應該是日本南北朝時代的《太平記》。書中記載足利直冬初時被委任為長門探題，後來也管治著山陽道的周防、安藝、備後、備中及山陰道的出雲、伯耆、因幡等国，故後來被稱為「中国探題」。所以相信，最遲在室町幕府之後，就以「中国地方」來統稱以上諸國。
此外，在描寫日本古代神話與天皇家系的《古事記》與《日本書紀》中，將出雲國地區稱作葦原中國，簡稱中津國、中國，也有可能是該詞的語源之一。
古代日本的山陽道包括播磨、美作、備前、備中、備後（三備）、安藝、周防和長門，山陰道包括丹波、丹後、但馬、因幡、伯耆、出雲、石見、隱岐，共十六國。但中国地方並不包括整個山陽和山陰道，其中備前、美作、播磨、但馬、丹後、丹波等地方（大約相當於現在的京都府和兵庫縣）並不算是中国地方。
中國地方於日本歷史的中古時期，因戰亂較少，而成為當時日本除了京都之外，对唐朝文化及藝術、模仿与發展，風氣最盛的地區。

## 日本使用「中國」一詞的演變過程
根據考證，日本古籍中曾重複出現「日本與中国」的記載，並將日本與中國並列成相對。明朝政府于日本官方文件中也以「中國」自稱，如明太祖賜日本國書中有：“朕本中國之舊家，耻前王之辱，興師振旅，掃蕩胡番，宵衣旰食，垂二十年。”明朝萬曆帝給豐臣秀吉的詔書中稱：“咨爾豐臣平秀吉，崛起海邦，知尊中國。”直到江戶時代，“中国”一詞在日本仍是一字多用，需要根據文章脈絡做判斷。除了“中国”稱呼外，還混用“大陸中国”，或以歷代王朝的國號來稱呼中原。
據日本方面的說法，指1912年中華民國成立前，日本對中國的歷代政權稱呼是依朝代名命名，直至中華民國的出現才開始固定「中國」一詞的官方使用；而在此之前的日本，已經使用「中國」一詞來稱呼本州西端了。因為中華民國的出現，日語中的「中国」一詞的寫法和讀法也可同時表示作为鄰國的中國。
明治時代前，中国一詞在日本仍是一字多用。在明治維新後到二戰前的日本社會，把非日語地區用當地稱呼方式發音表達，或以歐美人對各國的稱呼之發音作為轉化成日語譯音；故從明治時代後開始，稱呼當時在清朝及中華民國統治下的中國為，而实际上是中國的拉丁文名稱的譯音。二戰後（1945年）日本主流社會將“支那”一词视为歧視語，禁止在大众传媒使用，日本公众才開始接受「中國」一詞也可等於作为日本邻国的「中國」；而且隨著有更多日本人到中國旅遊工作，「中國」一詞幾乎完全取代中國地方，演變成為鄰國的中國的代名詞。
為表兩個「中國」的区别，發生誤解時會特別以「中國地方」一詞加註更正以明區分，有時也以較無歧義的「山陰山陽地方」來稱呼。

## 地理

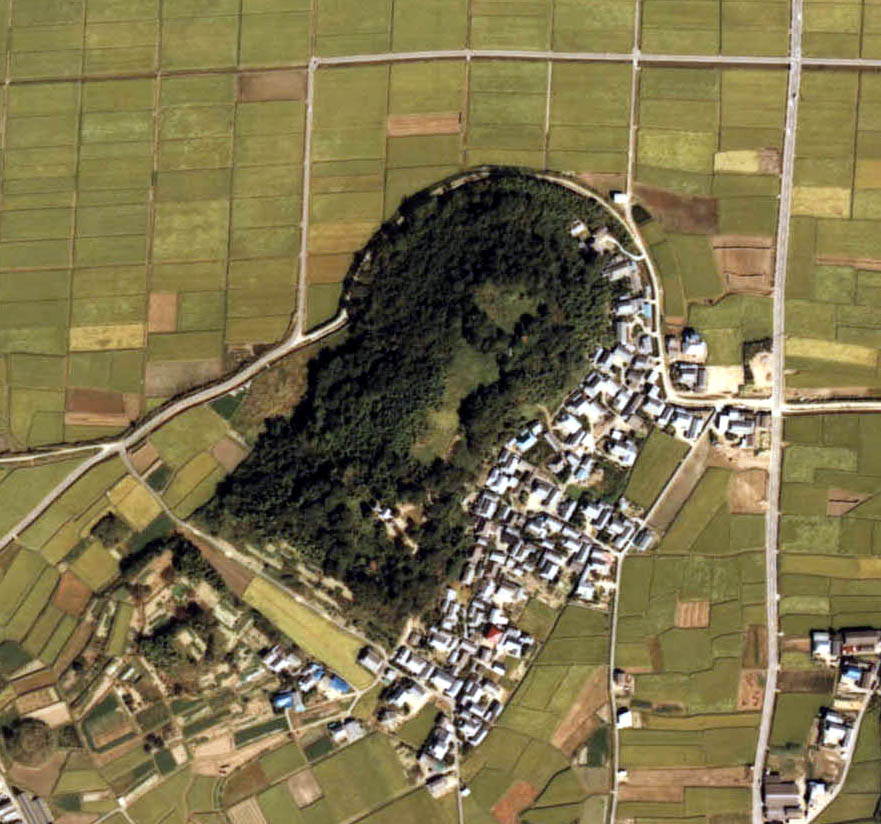
造山古墳
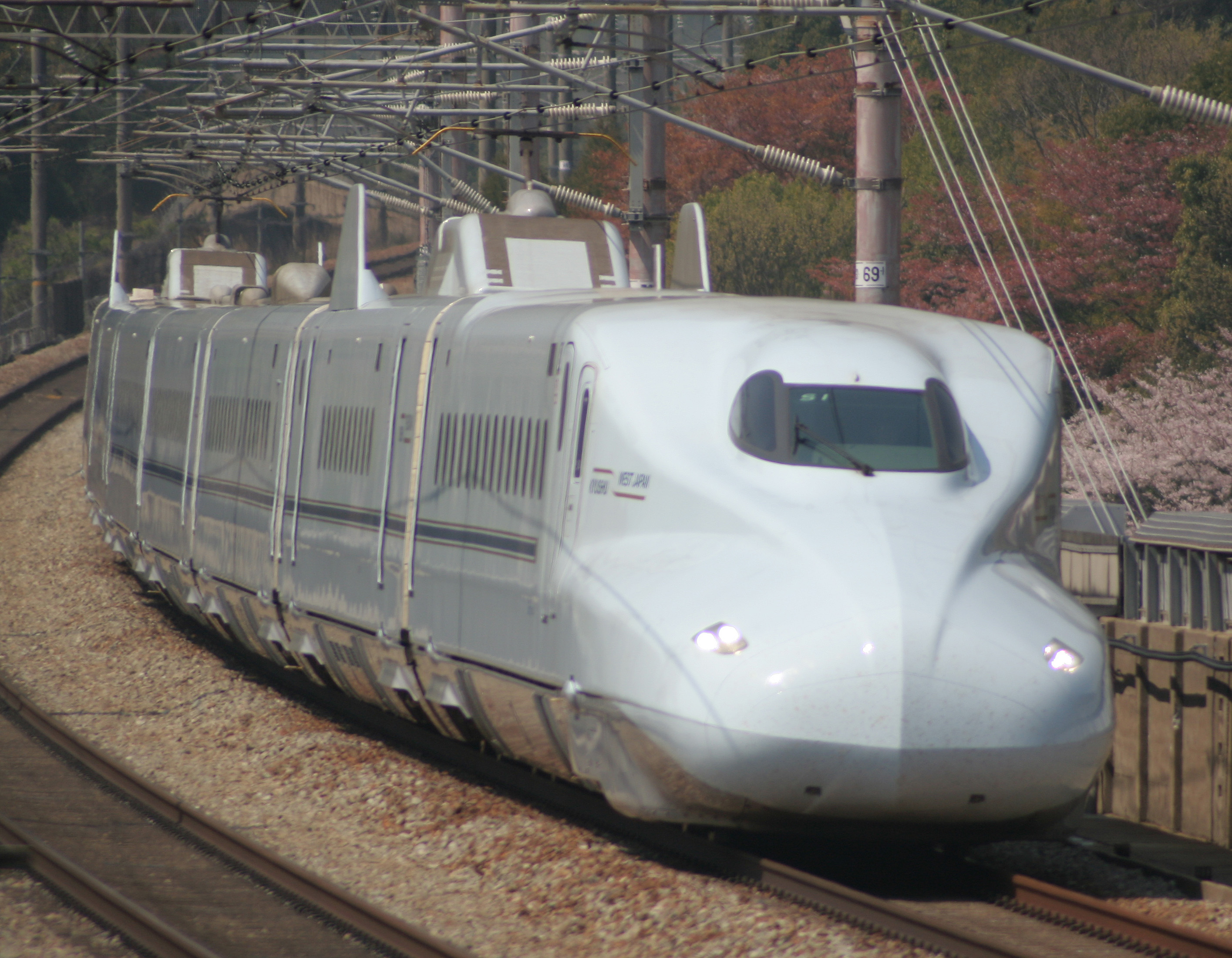
山陽新幹線
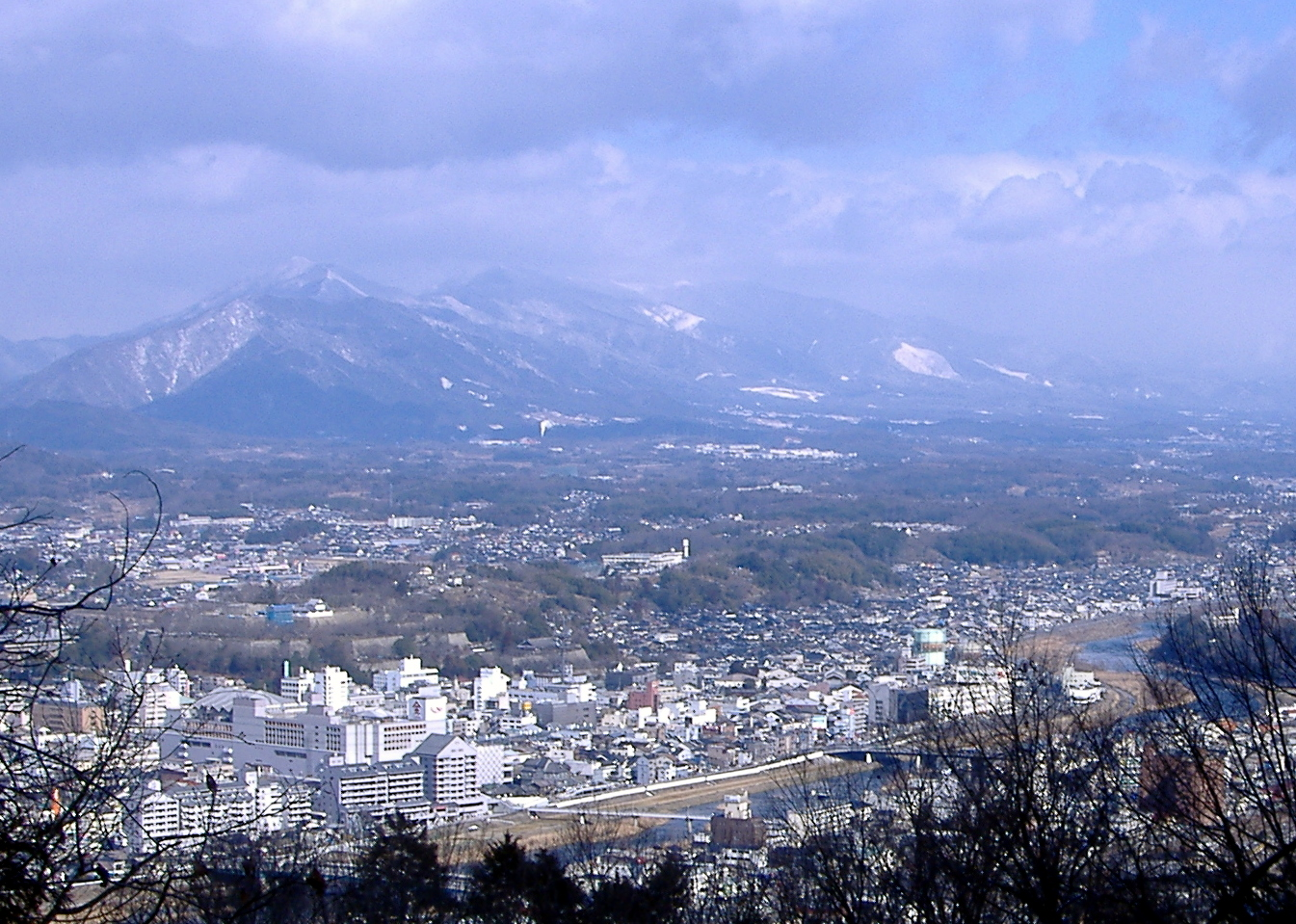
津山市
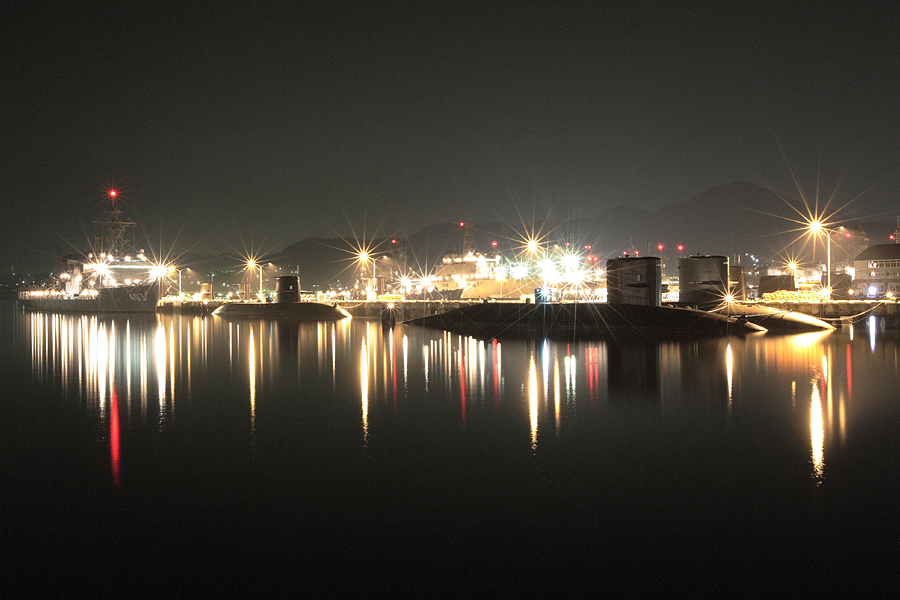
吳市海軍基地
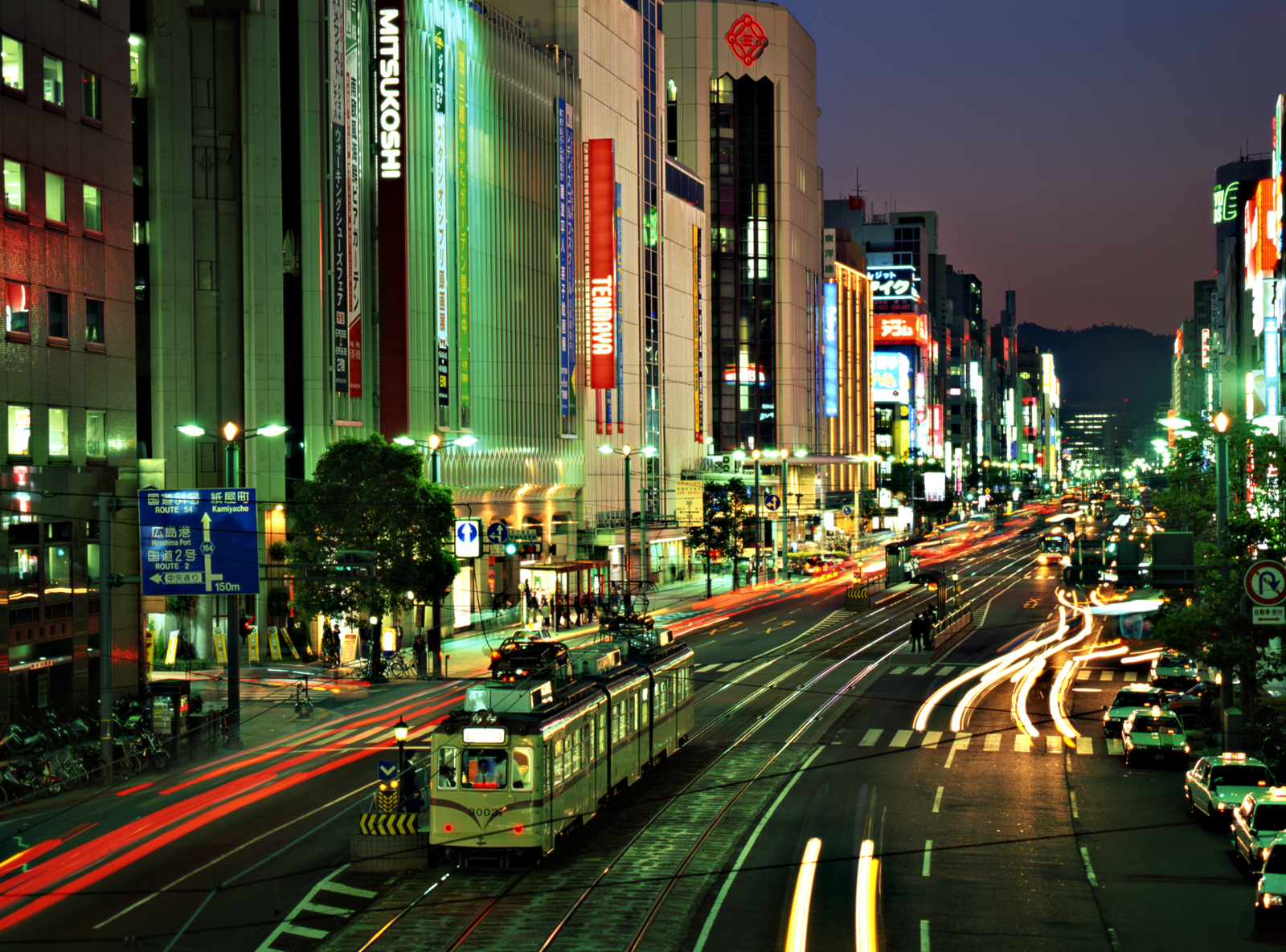
廣島
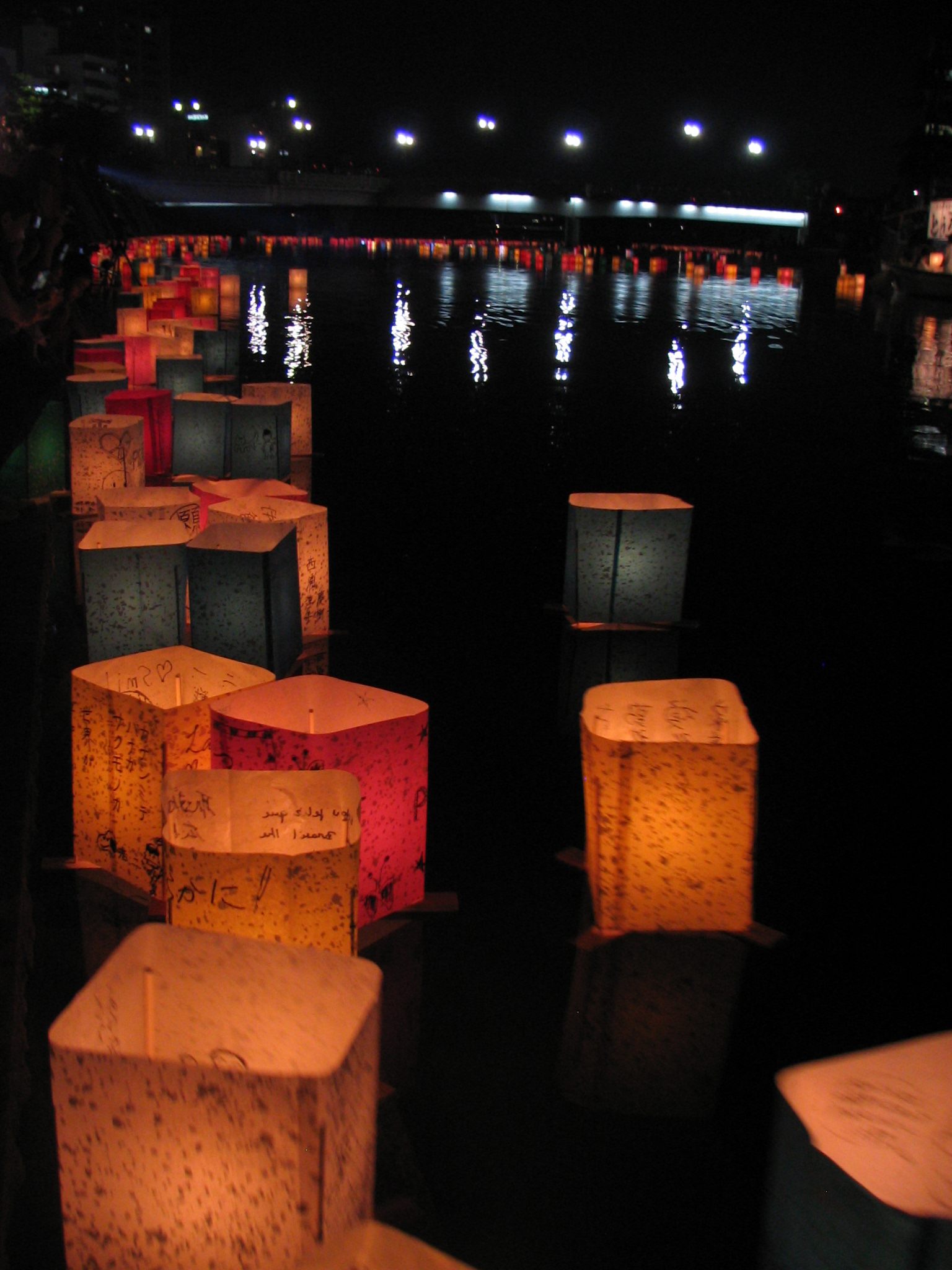
相生橋
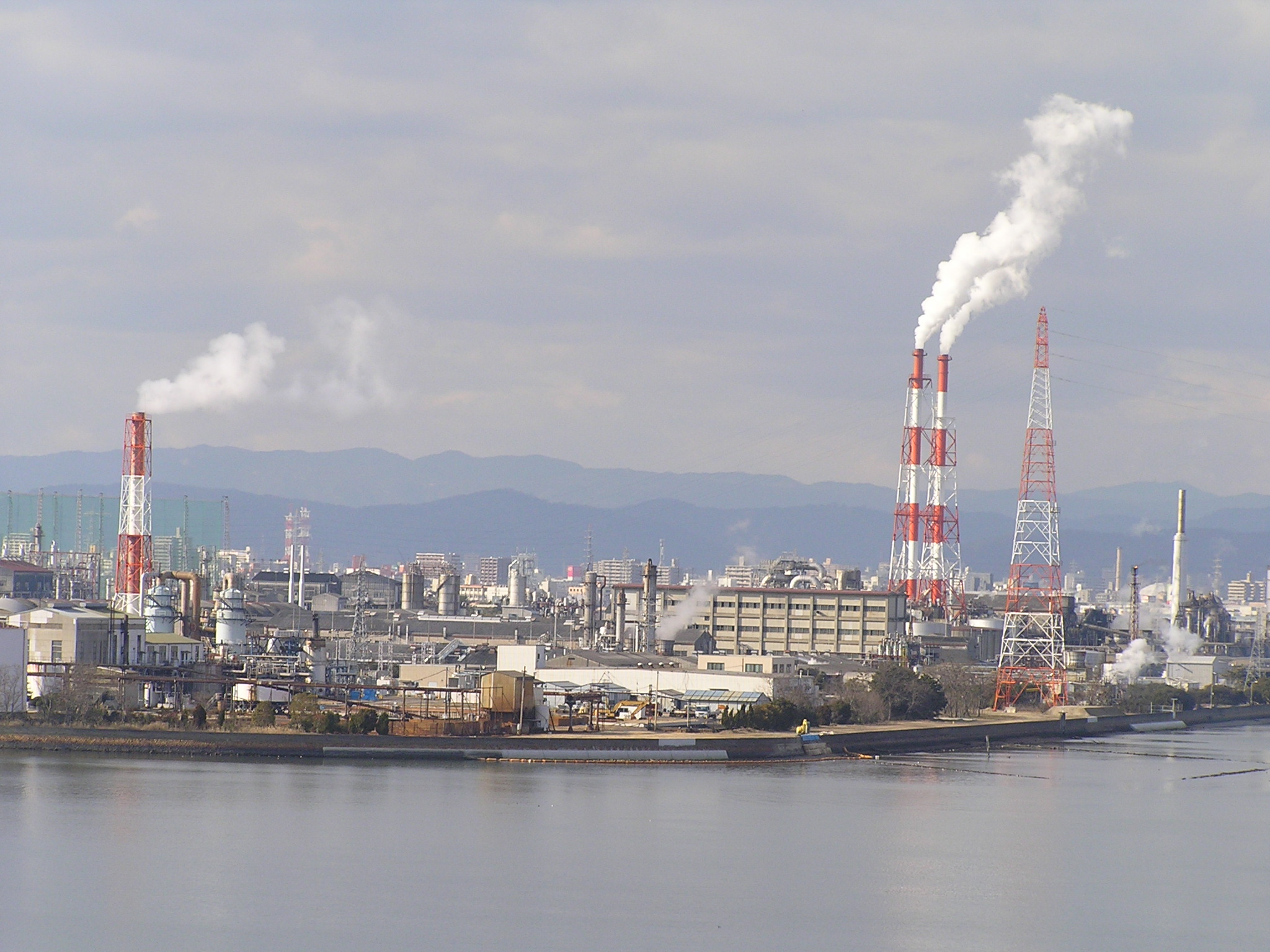
岡南工業區
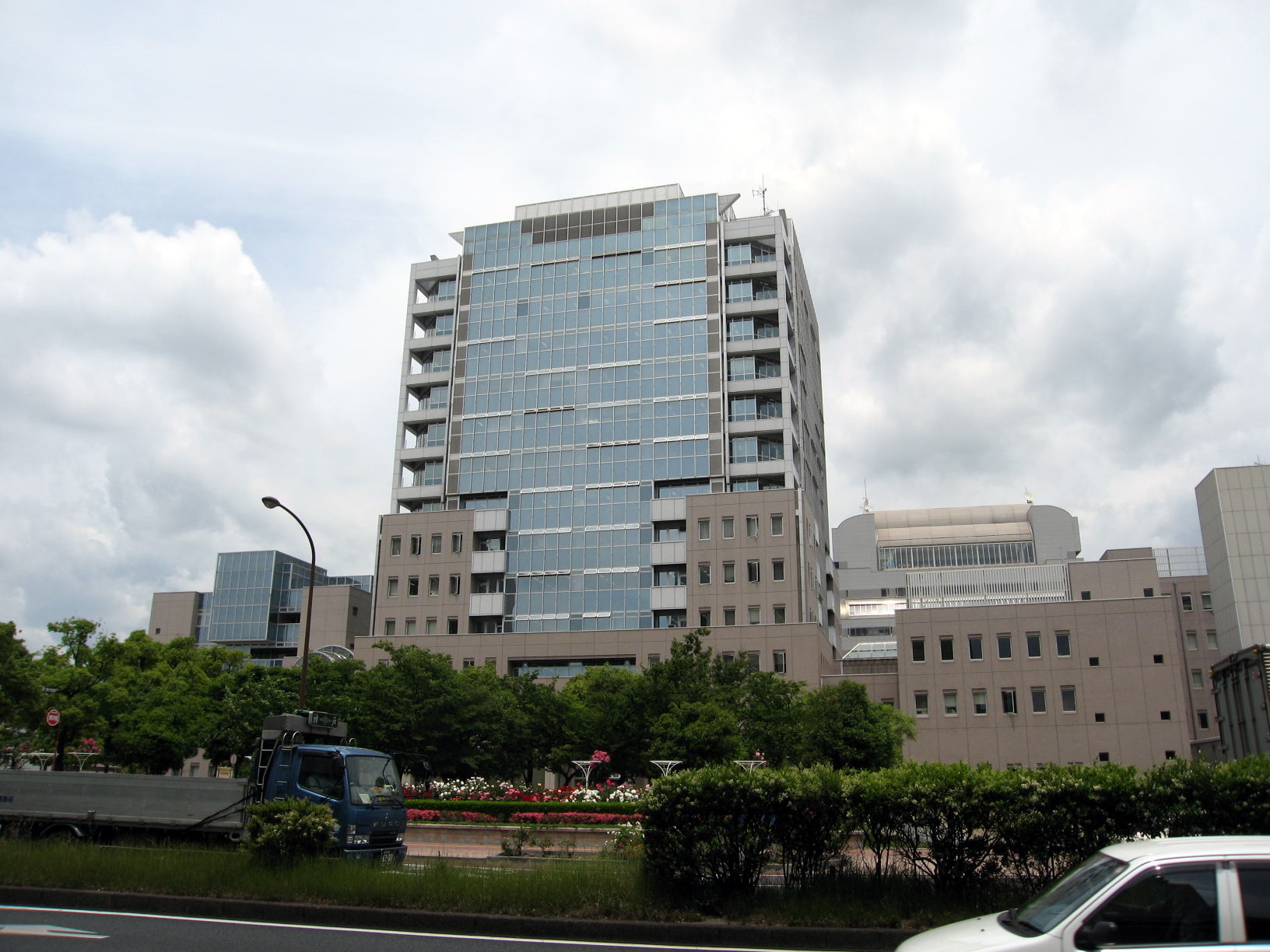
福山市

### 氣候
氣候上，山陰和山陽有相當大的差異。山陰是日本海側氣候，冬季多雪。鳥取縣全域、島根縣內陸部、岡山縣北部之一部、廣島縣北部之一部是豪雪地帶。一方面，山陽是瀨戶內海式氣候，終年少雨。

### 地形
中國山地是中國地方的脊梁山脈，該山脈從山口縣東部通過島根縣南部與廣島縣北部後，一直延伸到鳥取縣南部、岡山縣北部一帶。山脈的最高峰是鳥取縣的大山，標高1729m。

#### 山
- 大山
- 三瓶山
- 蒜山

#### 川
- 流入日本海:
  - 江之川
  - 日野川
  - 千代川
  - 斐伊川
  - 高津川
- 流入瀨戶內海:
  - 太田川
  - 旭川
  - 高梁川
  - 吉井川
  - 芦田川
  - 沼田川

#### 平原
- 鳥取平原
- 倉吉平原
- 米子平原
- 松江平原
- 出雲平原
- 岡山平原
- 廣島平原
- 福山平原

#### 盆地
- 津山盆地
- 三次盆地
- 山口盆地

#### 砂丘
- 鳥取砂丘

#### 島嶼
- 日本海側：高島、見島、蓋井島等
- 瀨戶內海側：大津島、野島、笠戶島、祝島、長島、平郡島、屋代島等

## 人口

### 主要都市
中國地方五縣的都市詳細說明。